# Samuel Ajl
Samuel Jacob Ajl (* 15. November 1923 in Polen; † 2006) war ein US-amerikanischer Mikrobiologe und Biochemiker.
Ajl studierte am Brooklyn College mit dem Bachelor-Abschluss 1945 und wurde 1949 am Iowa State College in Mikrobiologie (Physiologie von Bakterien) promoviert. Von 1949 bis 1952 war er Assistant Professor für Bakteriologie und Immunologie an der Washington University (School of Medicine) und danach bis 1954 Leiter der Sektion chemische Mikrobiologie und von 1954 bis 1958 stellvertretender Direktor der Abteilung Bakteriologie am Walter Reed Army Medical Center (Army Medical Service Graduate School). Von 1960 bis 1973 war er Professor für Mikrobiologie an der Temple University (School of Medicine) und Direktor des dortigen Albert Einstein Medical Center. Ab 1973 war er Vizepräsident der National March Dimes Birth Defects Foundation.
1959/60 war er Programmdirektor Stoffwechselbiologie der National Science Foundation (NSF). 1968 war er als Special Fellow der NSF an der Hebräischen Universität in Jerusalem und der Universität Oxford.
Er forschte über Atmungsprozesse von Mikroorganismen, Energie-Transferreaktionen und Toxine von Bakterien (deren Reindarstellung, Wirkung und Immunreaktionen auf diese). Unter anderem forschte er zu Malatsynthase im Glyoxylatzyklus von Bakterien. 1957 entdeckte er die Malatsynthasereaktion, ein Teil des Glyoxylatzyklus. 1962 fand er mit Henry C. Reeves, dass E. coli unter anaeroben Bedingungen mit Acetat als einziger Kohlenstoffquelle die Enzyme Malatsynthase und Isocitratlyase bildet (während diese Enzyme unter aeroben Bedingungen nicht bei E. coli vorhanden sind). Er forschte über die Wirkung des Toxins des Pest-Bakteriums.
Er war einer der Herausgeber der mehrbändigen Reihe Microbial Toxins bei Academic Press (mit Alex Ciegler und Solomon Kadis).
1968 wurde er Ehrendoktor (DHL) der Dropsie University. Er war Fellow der American Association for the Advancement of Science und der New York Academy of Sciences.
Er heiratete 1946 und hatte drei Kinder.